# Stefan Lorch

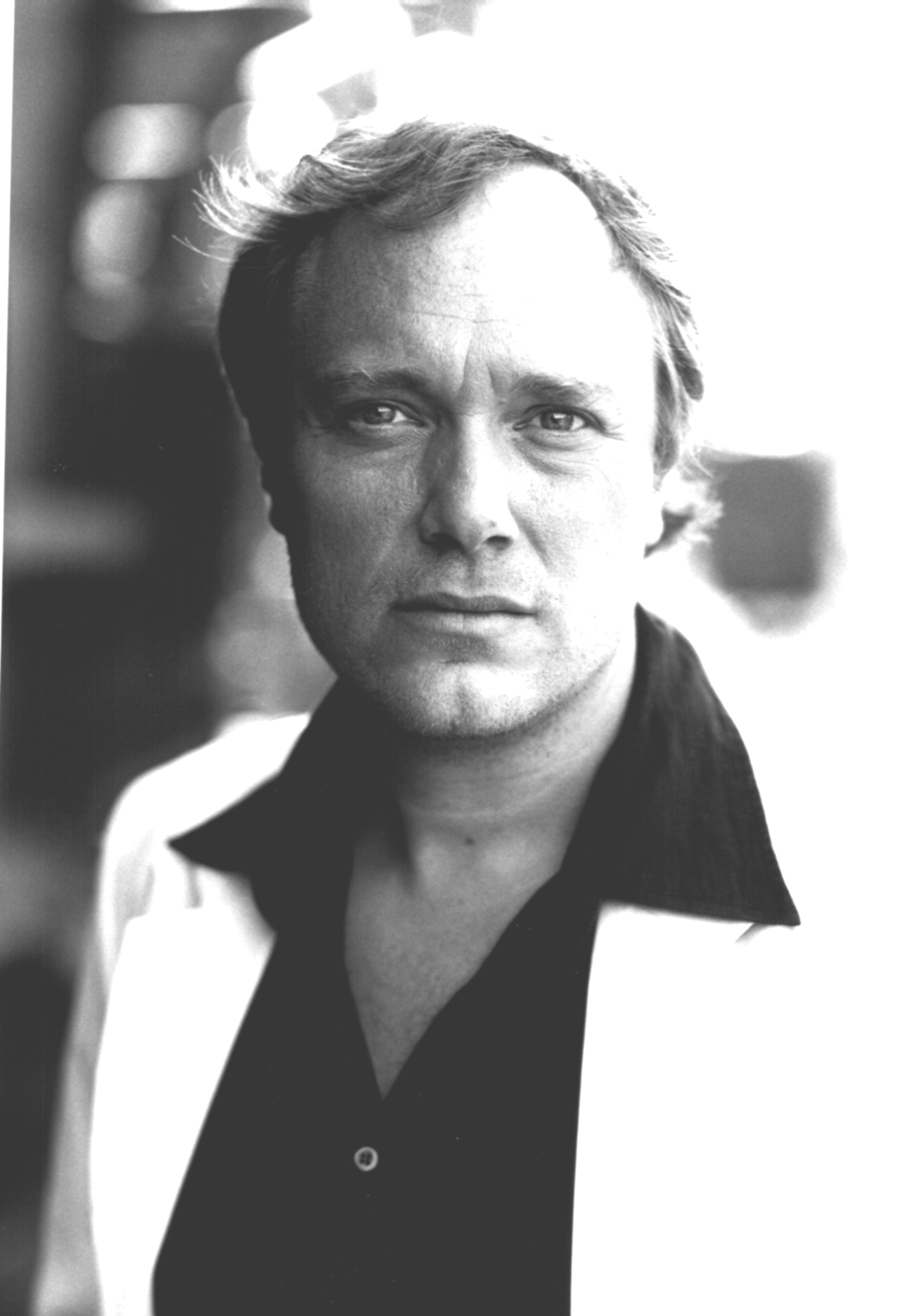
Stefan Lorch (2005)

Stefan Lorch (* 18. Januar 1966 in Ludwigsburg) ist ein deutscher Schauspieler.

## Leben
Nach einem Studium der Publizistik, Philosophie und Theaterwissenschaft an der FU Berlin nahm Lorch 1989 das Schauspielstudium in Hamburg auf. Ab 1992 arbeitete er für Theater und Film in Hamburg und Berlin. 1992 war er am Theater Lübeck, 1994 am Winterstein-Theater in Annaberg, 1997 am Theater der Altmark in Stendal. Er ist seit dem Jahr 2000 am Staatstheater Nürnberg engagiert. Im Jahr 2005 stellte er eigene Arbeiten gegenständlicher Kunst in der Galerie „Goethesbarometer“ in Berlin aus.

## Aufführungen

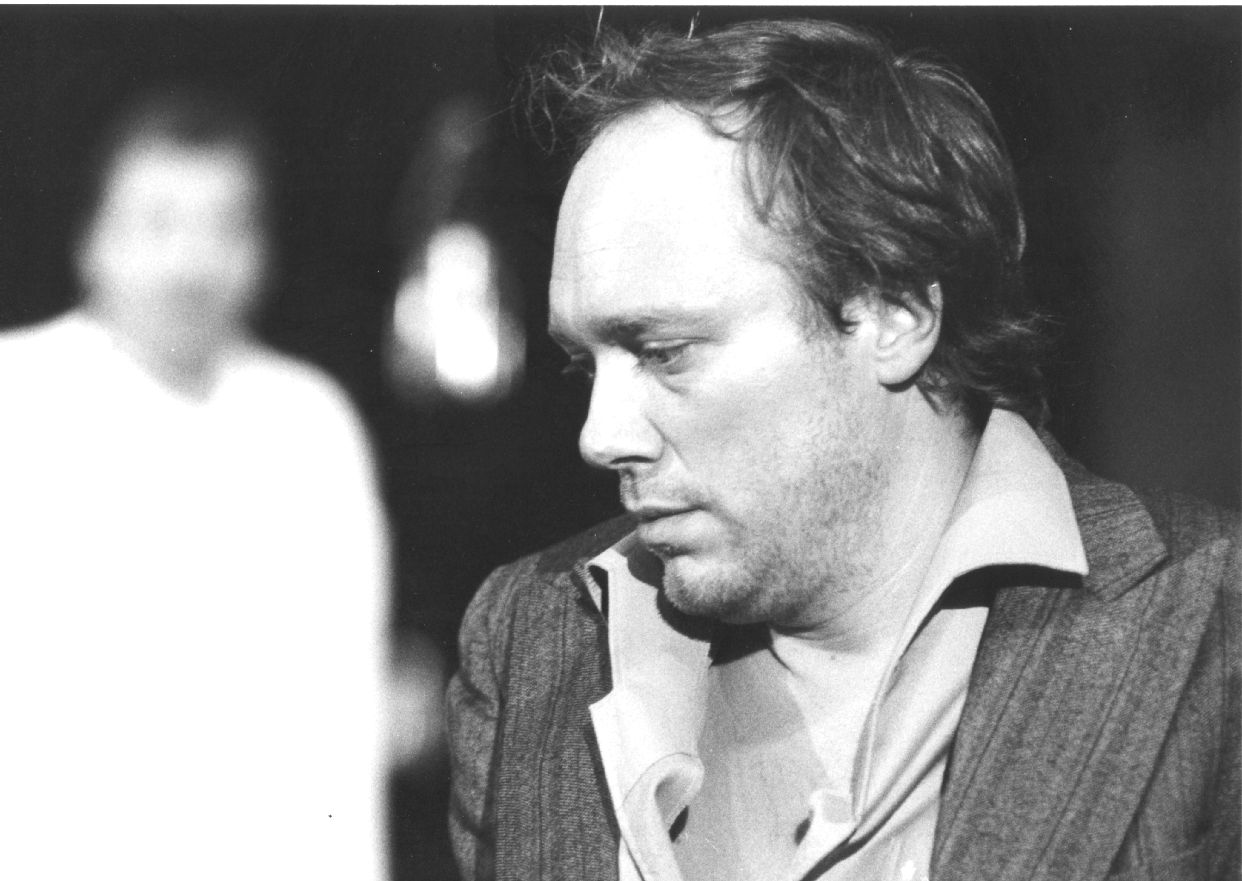
Das Fest – Inszenierung von Albert Lang (2005)

- 1992  Lehrbegehrstück (Barbara Strohschein) am Hamburger Schauspielhaus
- 1993  Woyzeck in den Zeisehallen Hamburg
- 1994  Momo an den Bühnen der Hansestadt Lübeck
- 1995  Spiel's noch einmal, Sam am Eduard-von-Winterstein-Theater in Annaberg-Buchholz
- 1996  Die drei Musketiere, Naturtheater Greifensteine
- 1997  Clavigo bei den Goethefestspielen Sachsen-Anhalt
- 1998  Emilia Galotti am Theater der Altmark in Stendal
- 1999  Faust am Theater der Altmark
- 2000  Top Dogs am Staatstheater Nürnberg
- 2001  Minna von Barnhelm[2]
- 2002  Erreger (Albert Ostermaier) am Staatstheater Nürnberg[2]
- 2003  Miss Sara Sampson am Staatstheater Nürnberg
- 2003  Those who speak in a faint voice Produktion der Pocket Opera Company[5]
- 2004  Port Authority (Conor McPherson) am Staatstheater Nürnberg
- 2005  Das Fest (Thomas Vinterberg/Rukov) am Staatstheater Nürnberg
- 2006  Arsen und Spitzenhäubchen nach dem gleichnamigen Film

## Filmografie
- 1986: Daheim sterben die Leut
- 1988: Schön war die Zeit
- 1993: Tage des Abschieds
- 1994: Mutterliebe